# Dacus zavattarii
Dacus zavattarii är en tvåvingeart som först beskrevs av Erich Martin Hering 1952.  Dacus zavattarii ingår i släktet Dacus och familjen borrflugor.
Artens utbredningsområde är Etiopien. Inga underarter finns listade i Catalogue of Life.